# Adriano de Orleães
Adriano de Orleães (c. 760 - c. 821) foi Conde palatino do Reno, de origem franca. A sua irmã Hildegarda de Vintzgau (758 - Thionville, 30 de abril de 784) foi casada com Carlos Magno e tendo sido a mãe do imperador Luís, o Piedoso.

## Relações familiares
Foi filho de Geraldo I de Vintzgau (? - c. 784) e Ema da Alemanha. Foi casado com Valdrada (c. 755 -?) filha Guilherme de Autun, de quem teve:
1. Eudo I de Orleães (c. 790 - 834) foi Conde de Orleães a partir de 821, morreu em combate contra Mafredo de Orleães. Foi casado com Engeltruda de Fezensac, filha do conde de Paris Leutardo I de Fezensac;
2. Valdrada que se casou com Roberto III Hesbaye (m. 834), conde de Oberrheingau.